# Diastema argillophora
Diastema argillophora är en fjärilsart som beskrevs av Dyar 1914. Diastema argillophora ingår i släktet Diastema och familjen nattflyn. Inga underarter finns listade i Catalogue of Life.